# Afromelanichneumon glaucopterus
Afromelanichneumon glaucopterus là một loài tò vò trong họ Ichneumonidae.